# Cygański Koniec
Cygański Koniec – południowo-zachodnia część wsi Zalas w Polsce, położona w województwie małopolskim, w powiecie krakowskim, w gminie Krzeszowice.
W latach 1975–1998 Cygański Koniec administracyjnie należał do województwa krakowskiego.